# Gaće (hrid)
Gaće su je hrid u hrvatskom dijelu Jadranskog mora. Nalazi se u Palagruškom otočju, u kanalu između Vele i Male Palagruže.
Površina hridi iznosi 399 m2, a hrid se iz mora uzdiže 4 m.